# Åstorp
Åstorp est une localité de Scanie, dans le sud de la Suède. Elle est le chef-lieu de la commune d'Åstorp, et est également située en partie dans la commune d'Ängelholm.